# Ipomoea santae-rosae
Ipomoea santae-rosae är en vindeväxtart som beskrevs av Standley och Steyerm. Ipomoea santae-rosae ingår i släktet praktvindor, och familjen vindeväxter. Inga underarter finns listade i Catalogue of Life.